# Jean Giraud
Jean Giraud; pseudonimi: Gir, Mœbius, također Moebius (Nogent na Marni, kraj Pariza, 8. svibnja 1938. – Pariz, 10. ožujka 2012.), francuski crtač stripa i dizajner.

## Životopis
Prije nego što je napunio 18. godinu, crtao je svoj prvi strip za časopis Far West, koji se zvao Frankie et Jeremie, vesternske tematike.
Godine 1963. izlazi prva epizoda stripa koji je proslavio ime Jean Giraud. Radi se o stripu Blueberryju, kojeg Gir (još jedan nadimak) radi sa scenaristom Jean-Michel Charlierom.
Prva epizoda izlazi u 210. broju magazina Piloteu, pod nazivom Fort Navaho.
Svojim nekonvencionalnim stilom odmah je postigao uspjeh, i Blueberry je uspješno izlazio sve do 1990. godine.
Godine 1975. s kolegama umjetnicima stripa osniva studio/poduzeće Les Humanoides Associes (kolege su bili Jean-Pierre Dionnet, Philippe Druillet i Farkas). Skupina poznata i kao Bande Dessinee odmah izdaje i prvi broj magazina Metal Hurlant, koji u potpunosti mijenja percepciju stripa u javnosti i ustoličuje ga u krug umjetnost i (deveta umjetnost).
Strip Arzach, koji je objavljen u tom broju Metal Hurlanta, potpisan je s Moebius, koji od tada postaje Giraudov alter-ego koji stvara stripove nadrealne, odnosno ZF tematike.
Godine 1981. u suradnji s čileanskim redateljem i scenaristom Alejandrom Jodorowskym objavljuje famozni Incal, serijal u šest albuma koji po mnogima predstavlja najbolji ZF-serijal, i to ne samo u okviru stripa.
Giraud je participirao i u mnogim filmovima, uključujući i legendarne Osmi putnik (1979.) Ridleya Scotta i Peti element (1997.) Luca Bessona.
Umro je 10. ožujka 2012. u Parizu u 73. godini nakon dugogodišnje borbe s rakom.

## Vanjske poveznice
|  | Zajednički poslužitelj ima još gradiva o temi Jean Giraud |